# Ufuoma Ejenobor
Ufuoma Stacey Ejenobor (23 de abril de 1981) también Ufuoma McDermott es una actriz Nollywood y presentadora en base de Nigeria.

## Primeros años
Nació en Ciudad de Benín de padres nigerianos provenientes del Delta State en Nigeria. Se mudó mucho - de Benín a Jos, donde estuvo la mayor parte de sus primeros años, y más tarde a Lagos, donde sigue viviendo. A los siete años, su padre acuñó un nombre de mascota para su: ISIO (significa "estrella" en urhobo). Fue actriz estrella del TELEFEST el programa puesto junto a NTA Benín, The Pot of Life.

## Vida personal
Ejenobor se casó el 23 de abril de 2010 con Steven McDermott. Ufuoma Y Steven McDermott tiene dos niños: hijo Isio Jared (10 de octubre de 2012) e hija Kesiena Alize (8 de agosto de 2015).

### Pageants
En 2002, participó en dos mini-pageants, ganó el Miss Belleza de Ébano y su primer pageant: nacional del Commonwealth (Vanessa Ekeke), donde ganó el premio Miss Congeniality. Más tarde el mismo año,  emergue 1ª conductora en ea Queen Afrik belleza pageant (Tamilore Kuboye).

### Películas
En febrero de 2004, Ejenobor decidió incursionar en la carrera cinematográfica. Empezó con Zeb Ejiro en El Presidente No Tiene que Morir, y continuó con películas. En mayo de 2005, hizo su primer rol protagónico en Vida y Muerte, su tercera película después del Presidente No Tiene que Morir y Tipo en la Línea. En diciembre de 2005, hizo de Chibuzor en Edge of Paradise serie de televisión producida por la red Royal Roots. 

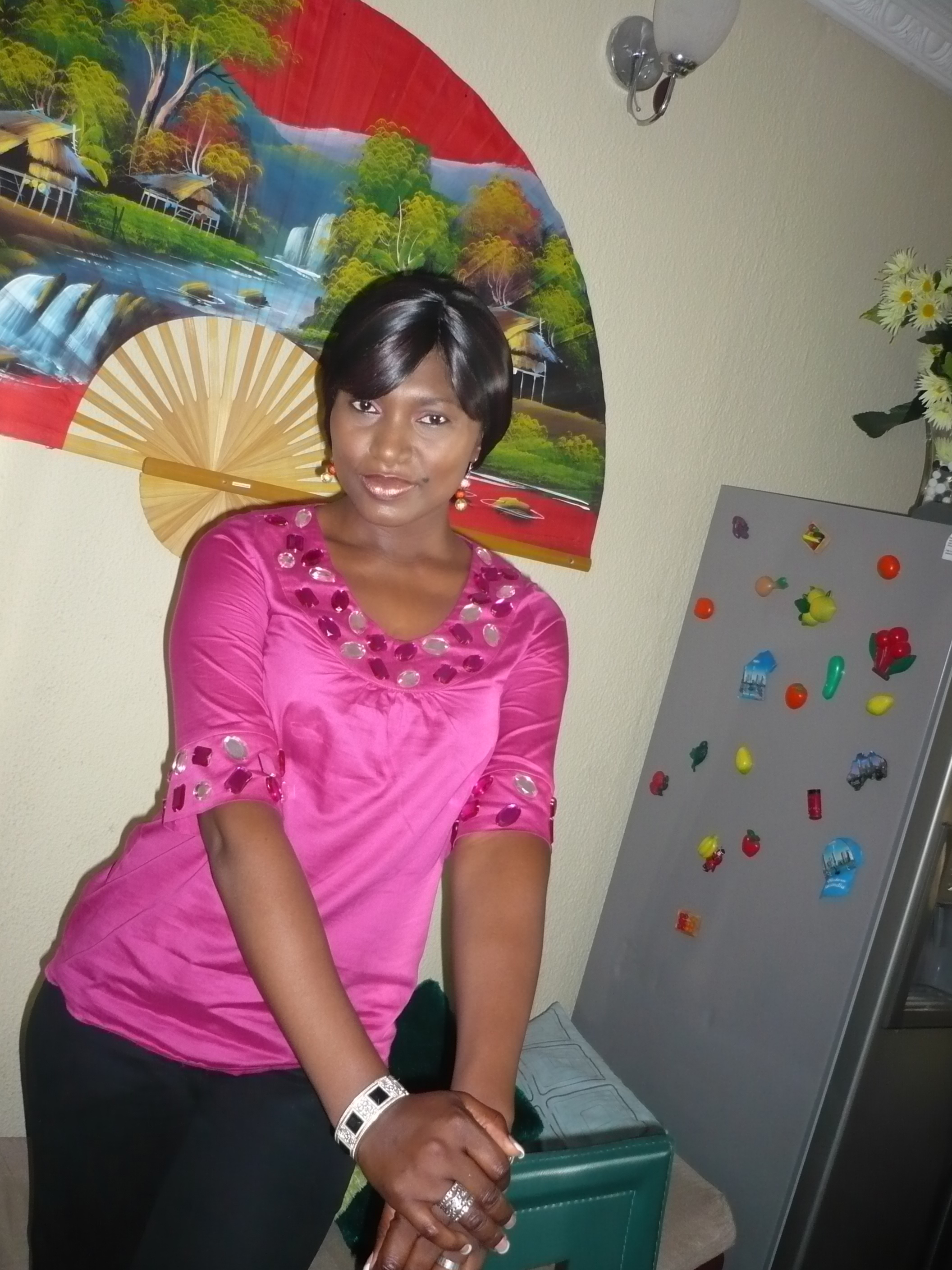
Ufuoma Ejenobor En el conjunto de Mi Mamá y yo tan "Lillian Wright"

En 2008 hzo de "Lillian Wright" en la serie de televisión Mi Mamá y yo una función que la nominó al premio de mejor actriz en 2010 Festival de Télévision de Monte-Carlo y otro en Terracota Película y televisión nigerianas Premios. Fue nominada como  Actriz del año 2011 en los Premios Futuros

### Reconocimiento
- Actriz mejor en un Candidato de serie de la televisión - Diversión de Nigeria Otorga 2011[16][17][18]
- Actor del Año 2011 Candidato- Los Premios Futuros
- Candidato de Actriz mejor - la ninfa Dorada Otorga 2010 (Monte Carlo Festival Televisivo)
- Actriz mejor en un candidato de serie de la Obra, televisión de Terracota y Premios de Película
- Ir África Roja, Más Modelo Hembra, 2007
- Sociedad de Juventud africana, Premio de Ejemplo a seguir, 2009[19]
- Representó Nigeria en la Tierra de señorita 2004 belleza pageant[20]

Pageant
| Año  | Pageant                    | Estado                |
| ---- | -------------------------- | --------------------- |
| 2004 | Tierra de señorita Nigeria | Ganadora              |
| 2004 | Perder Nigeria             | 1.º subcampeona       |
| 2003 | Reina de toda Nación       | 1.º subcampeona       |
| 2002 | Reina Afrik                | 1.º subcampeóna       |
| 2002 | Señorita Commonwealth      | Señorita Congeniality |
| 2001 | Ébano de señorita          | Ganador               |

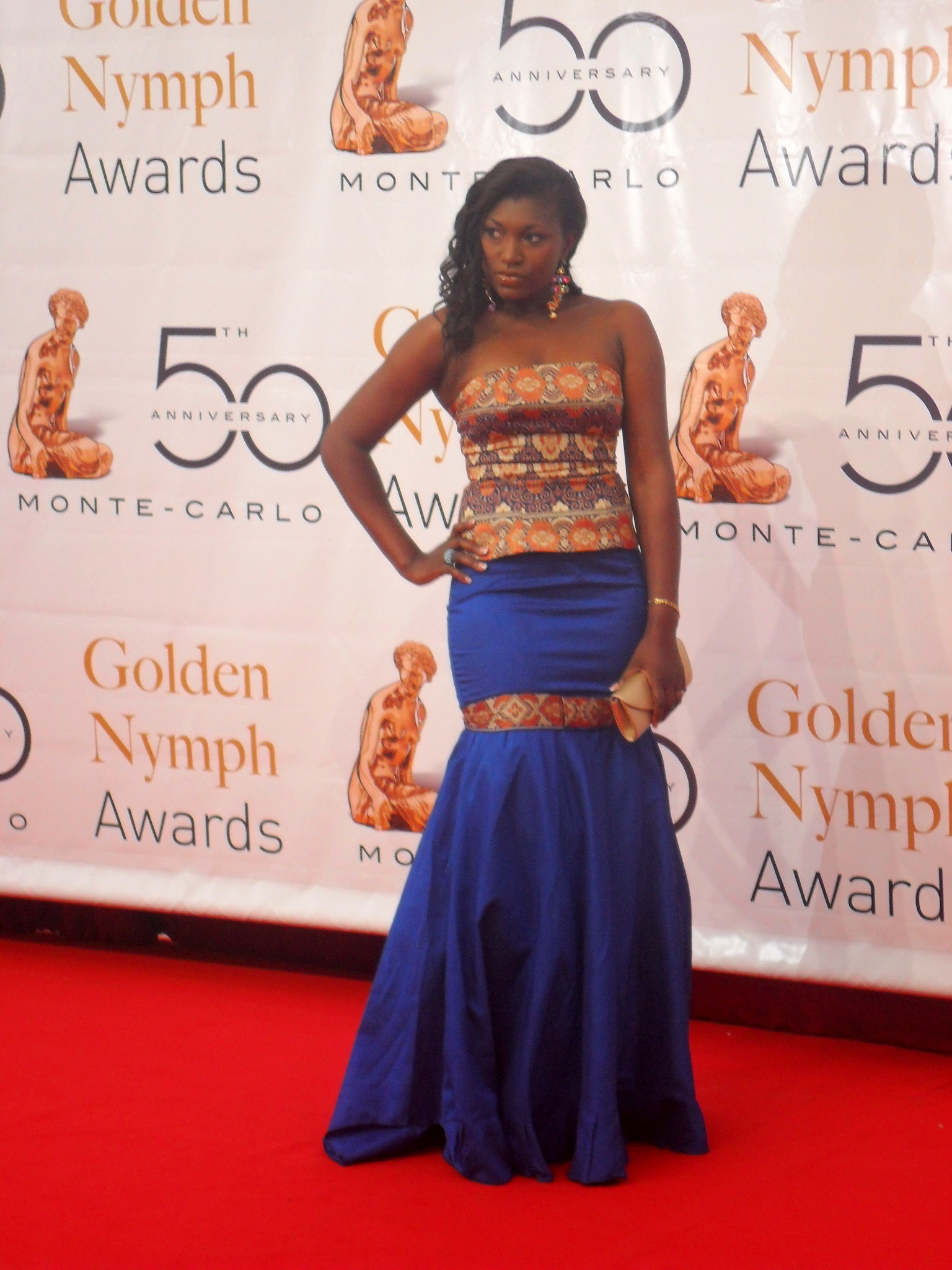
Ufuoma Ejenobor En los Premios de Ninfa Dorados

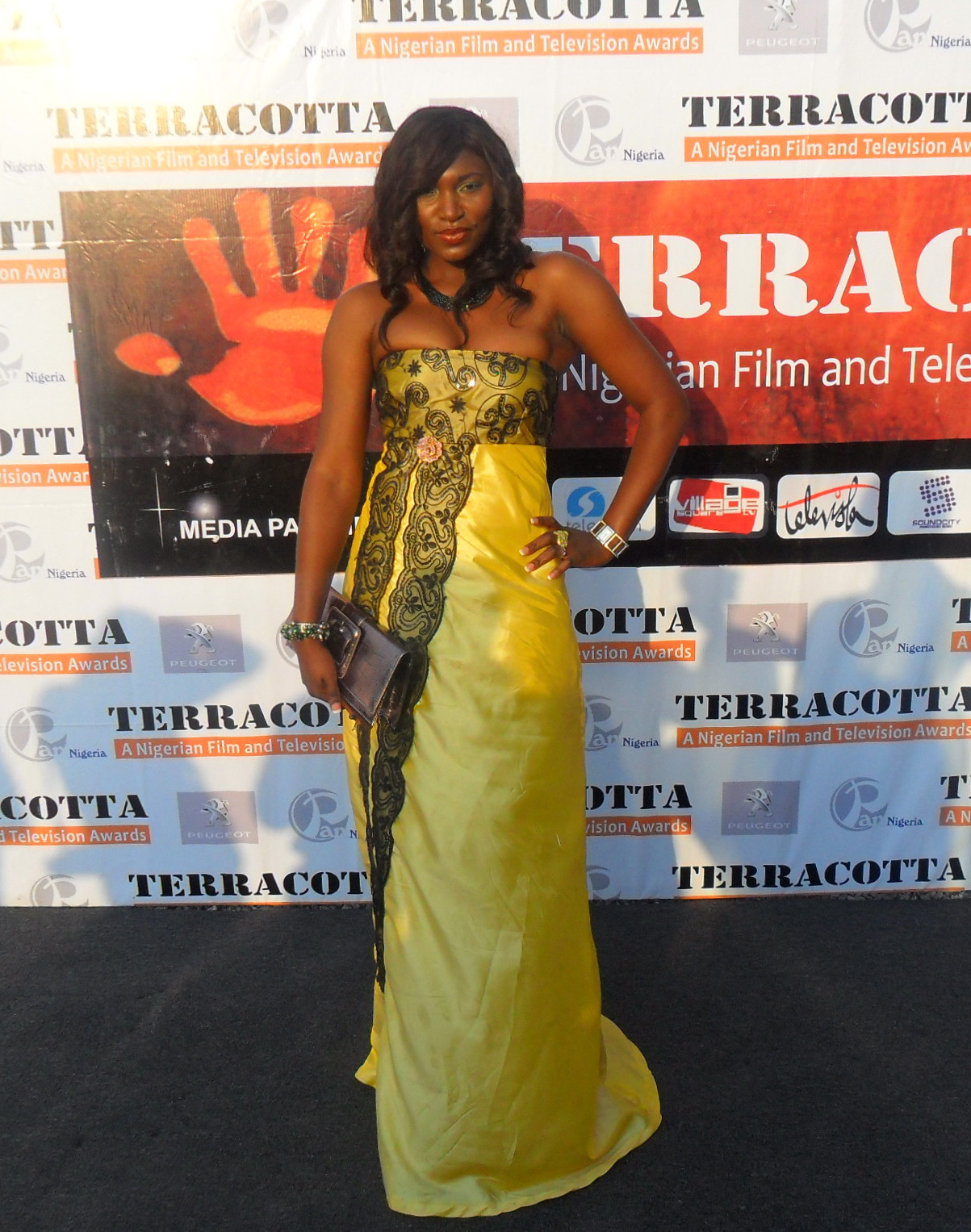
Ufuoma Ejenobor En los 2010 Premios de Terracota

- Actor del año 2011 Candidato- El Premio futuro
- 2010 esté nominada para una Actriz Mejor en una serie de obra en la televisión de Terracota y Premios de Película[21]
- Actriz mejor en una serie de comedia (Candidato), Premio de Ninfa Dorada 2010 en el Monte Carlo Festival Televisivo[22]

- En 2003, Ufuoma estuvo otorgado "fille Africaine" en el Pueblo francés nigeriano.
- 2007 gane el Premio de Modelo Mejor en El Espectáculo de Moda africano por La fundación de corazón africana
- 2009 esté dada un Premio de Ejemplo a seguir por la Sociedad de Juventud africana para su función en la industria de película de la Nigeria.

## Filmografía
| Año  | Película                         | Función | Notas |
| ---- | -------------------------------- | --- | --- |
| 2004 | El Presidente No Tiene que Morir | Detective- función De apoyo                                                                                | Director de película Zeb Ejiro protagonizando Ibinabo Fiberesima, Enebeli Elebuwa- Liberó 2005 |
| 2004 | Socio de vida                    | Director de película Adim Williams también protagonizando Jim Iyke, Lilian Bach                            | |
| 2004 | Reina de Mi Corazón              | Claudia | Director de película Neville Ossai protagonizando Rita Dominic, Clem Ohameze |
| 2004 | Secretos y Mentiras              | Televisión miniseries                                                                                      | |
| 2005 | Vida y Muerte                    | 1.ª Función de Ventaja. Vínculo de Director de la película Emeruwa protagonizando Zack Orji, Emeka Ossai   | |
| 2005 | Tipo en La Línea                 | Director de película Jaja Michael que protagoniza Rita Dominic, Jim Iyke, Chidi Mokeme                     | |
| 2005 | Amor perdido                     | Director de película Adim Williams que protagoniza Oge Okoye, Hank Anuku, Jim Iyke                         | |
| 2005 | Dos Amigos Buenos                | Floxy | Directores de película Famosos Otakpowen y Omoefe Kingsley protagonizando John Okafor, Emperatriz Njamah, Grace Amah, Uche Jombo |
| 2005 | Desesperado Billionaire          | Director de película Jaja Michael que protagoniza Bimbo Akintola, Rita Dominic, Kanayo O. Kanayo, Ini Edo  | |
| 2005 | Ángel desconocido                | Stella | Director de película Ernest Obi protagonizando Ernest Obi, Emeka Eniocha, Ebubu Nwagbo, Tony Umez, Mike Ezuruonye |
| 2005 | Altura De Indecisión             | Director de película Ernest Obi protagonizando Amaechi Munagor, Chinyere Wilfred                           | |
| 2005 | Guardias de criatura             | Nonye | Director de película Ifeanyi Onyeabo protagonizando Ashley Nwosu, Osita Iheme, Chinedu Ikedieze |
| 2005 | Mi Experiencia                   | Director de película Oyin protagonizando Emeka Enyioha, Ini Edo, Susuan Patrick, Thelma Okodua             | |
| 2006 | Chantaje emocional               | Director de película Ernest Obi protagonizando Zack Orji, Tony Umez, Mike Ezuruonye, Ini Edo               | |
| 2006 | Una Posibilidad                  | Director de película Emeka Nwabueze protagonizando Oge Okoye, Emeka Nwafor, Francis Duru, Moisés Armstrong | |
| 2006 | Mundo doloroso                   | Vivian | Director de película Willie Ajenge protagonizando Chioma Chukwuka, Desmond Elliot, Piedad Johnson, Moisés Effret |
| 2006 | Deseo de miel                    | Vivian | Director de película Stanley William que protagoniza Florence Onuma, Ngozi Orji, Mike Ezuruonye, Monalisa Chinda |
| 2006 | Borde de Paraíso                 | Chibuzor (2 Episodios)                                                                                     | Jabón de televisión. Director de película Greg Odutayo protagonizando Norbert Young, Caroline King, Akeem Rahaman |
| 2006 | Amigos peligrosos                | Director de película Ernest Obi protagonizando Steph Nora Okere, Mike Ezuruonye, Yemi Blaq, Onyeka Onwenu  | |
| 2006 | Nabucodonosor                    | Cynthia | Director de película Stanley William que protagoniza Emeka Eniocha, Moisés Armstrong, John Okafor |
| 2006 | Soñar venido Cierto              | Lagbaja Elección                                                                                           | Vídeo musical para Músico Lagbaja del Álbum "Africano" |
| 2007 | Salvando Sarah                   | Sarah | Director de película Lanzarote Imasuen protagonizando Jim Iyke, Desmond Elliot |
| 2007 | El taller del diablo             | Nkechi | Director de película Willie Ajenge protagonizando St Obi, Stephanie Okereke |
| 2007 | Fraude clásico                   | Cynthia | Director de película Ifeanyi protagonizando Dakore Egbuson, Alex Usifo, Florence Onuma, Clem Ohameze |
| 2007 | Hombre mortal                    | Marian | Director de película Gloriana James Robert que protagoniza Mike Ezuruonye, Emeka Eniocha |
| 2007 | Sonidos de Pobreza               | Ene | Director de película Suuny Okwori protagonizando Monalisa Chinda, Susan Peters |
| 2007 | Super Historia ( Todo Toma )     | Chiste | Serie de televisión. Director de película Andy Amenechi protagonizando John Njamah, Kalu Ikeagwu, Paul Adams, Gloria Young, Gbenga Richards |
| 2007 | Giro de Destino                  | Vivian | Director de película Willie Ajenge protagonizando Desmond Elliot, Piedad Johson, Moisés Effret |
| 2007 | Una Noche en las Filipinas       | Amarachi                                                                                                   | Director de película Zeb Ejiro protagonizando Ibinabo Fiberesima, Desmond Elliot Mary Eboka |
| 2007 | Comprarme una Rosa               | Rica | Director de película Ernest Obi protagonizando Dakore Egbuson, Ramsey Nouah, Bukky Ajayi, Arinze Okonkwo |
| 2007 | Titánico Tussle                  | Señora Owolabi                                                                                             | Director de película Andy Amenechi protagonizando Kenneth Okonkwo, Mike Ezuruonye Nkiru Sylvanus |
| 2008 | Aumentó de África                | Rica | Director de película Ernest Obi protagonizando Mike Ezuruonye, Dakore Egbuson, Steph Nora Okere, Moisés Armstrong, Ramsey Nouah |
| 2008 | Trato italiano                   | Lina | Director de película Ernest Obi protagonizando Yvonne Jegede, Mike Ezuruonye, Kalu Ikeagwu, Femi Rama |
| 2008 | Frío de hielo                    | | Director de película Nnamdi Odunze protagonizando Mike Okon, Alex Usifo, Femi Brainard, Vitalis Ndubisi |
| 2008 | Socio divino                     | Doctora | Director de película Yinka protagonizando Oge Okoye, Tony Umez bendict Johnson |
| 2008 | Final Tussle                     | Señora Owolabi                                                                                             | Director de película Andy Amenechi protagonizando Desmond Elliot, Eurcharia Anunobi, Kenneth Oknokwo, Mike Ezuruonye |
| 2009 | Ataúd vacío                      | Lilian | Director de película Emeka los cerros que protagonizan Zack Orji, Emeka Ike |
| 2009 | Ser Tú                           | Director de película Emeka Nwabueze protagonizando Amechi Munagor, Moisés Effret                           | |
| 2009 | Mi Mamá Y yo                     | Lilian Wright                                                                                              | Serie de televisión. Director de película Greg Odutayo protagonizando Gbenga Windapo, Taiwo Atigogo. 5 Ninfa Dorada Nombramientos en el 2010 Monte Carlo Festival Televisivo. 10 Nombramientos en La 2010 televisión de Terracota y Película Awads |
| 2010 | Isla caliente                    | Lucy | Director de película Emeka Jonathan que protagoniza Emeka Ike, Monalisa chinda |
| 2010 | Sensato En-Ley                   | Stella | Director de película Ikechukwu Onyeka. Protagonizando Majid Michel, Charles Inojie, Ngozi Ezeonu, Hafiz Ayetoro |
| 2010 | Tormenta privada                 | Lisa | Director de película Lanzarote Odua Imasuen protagonizando Ramsey Nouah, Omotola Jalade Ekeinde, John Dumello |